# Sudado de surubí
El sudado de surubí es un plato típico de la región oriental de Bolivia, especialmente popular en los departamentos de Pando y Beni. Este plato se elabora con surubí, un pez de agua dulce que se encuentra comúnmente en los ríos de la Amazonía boliviana. El sudado se caracteriza por su sabor intenso y su preparación en una salsa de tomate y especias, que realza el gusto del pescado, convirtiéndolo en un plato apreciado tanto por locales como por visitantes.

## Origen e Historia
El sudado de surubí tiene sus raíces en la tradición culinaria de las comunidades que habitan las regiones ribereñas de la Amazonía boliviana. El surubí, un pez nativo de ríos como el Río Mamoré y el Río Beni, ha sido parte de la dieta de estas comunidades desde tiempos ancestrales. La pesca del surubí no solo proporciona alimento, sino que también es una actividad económica vital para muchas familias.
A medida que las comunidades indígenas han evolucionado, también lo ha hecho su gastronomía. Con la llegada de colonizadores y comerciantes, se incorporaron nuevos ingredientes y técnicas de cocción, lo que permitió la creación del sudado como un método para cocinar el pescado de manera que se mantuviera jugoso y sabroso. Las salsas a base de tomate y las especias locales, como el comino y la pimienta, se integraron en la receta, reflejando una fusión de tradiciones culinarias.
En la actualidad, el sudado de surubí se ha consolidado como un plato representativo de la gastronomía boliviana, y es común encontrarlo en festividades y celebraciones locales, donde simboliza la riqueza de la cultura alimentaria del oriente boliviano.

## Curiosidades Históricas
El sudado de surubí no solo es un alimento, sino que también refleja la importancia de la pesca en la cultura de las comunidades amazónicas. Este plato suele ser servido en ocasiones especiales, como festividades religiosas y celebraciones comunitarias, donde la comida se convierte en un símbolo de unidad y celebración. Además, el surubí ha sido objeto de atención en el ámbito de la conservación, ya que se han implementado prácticas sostenibles de pesca para asegurar que las poblaciones de este pez no se vean amenazadas.